# People's Choice Awards 2009
La cerimonia di premiazione della 35ª edizione dei People's Choice Awards si è tenuta il 7 gennaio 2009.

## Vincitori e candidati
I vincitori sono indicati in grassetto.

### Cinema

#### Migliore attrice in un film
- Reese Witherspoon (per il film Tutti insieme inevitabilmente)
- Angelina Jolie (per il film Changeling)
- Keira Knightley (per il film La duchessa)

#### Migliore attore/rice divertente
- Tina Fey (per la sitcom 30 Rock)

#### Miglior attore in un film
- Will Smith (per il film Hancock)
- Robert Downey Jr. (per il film Iron Man)
- Harrison Ford (per il film Indiana Jones e il regno del teschio di cristallo)

#### Miglior film d'azione
- Il cavaliere oscuro (The Dark Knight), regia di Christopher Nolan
- Indiana Jones e il regno del teschio di cristallo (Indiana Jones and the Kingdom of the Crystal Skull), regia di Steven Spielberg
- Iron Man (Iron Man), regia di Jon Favreau

#### Miglior film indipendente
- La vita segreta delle api (The Secret Life of Bees), regia di Gina Prince-Bythewood
- Miss Pettigrew (Miss Pettigrew Lives for a Day), regia di Bharat Nalluri
- La duchessa (The Duchess), regia di Saul Dibb

#### Personalità maschile protagonista
- Brad Pitt (per il film Il curioso caso di Benjamin Button)
- Christian Bale (per il film Il cavaliere oscuro)
- Mark Wahlberg (per il film E venne il giorno)

#### Migliore attrice in un film d'azione
- Angelina Jolie (per il film Wanted - Scegli il tuo destino)
- Cate Blanchett (per il film Indiana Jones e il regno del teschio di cristallo)
- Anne Hathaway (per il film Passengers - Mistero ad alta quota)